# Grego homérico
O grego homérico é a variante do grego antigo usada por Homero na Ilíada e na Odisseia. É uma versão arcaica do grego jônico, com adições de certos dialetos, como o eólico, e serviu posteriormente como base para o grego épico, o idioma usado pela poesia épica, tipicamente no hexâmetro datílico, de poetas como Hesíodo. Ao contrário das formas posteriores do idioma, o grego homérico não tinha à sua disposição, na maior parte das circunstâncias, um artigo definido real. Foram compostas obras no grego épico até o século III d.C., embora seu declínio tenha sido inevitável - especialmente com a ascensão do koiné, ou "dialeto comum".